# Galleria Palatina

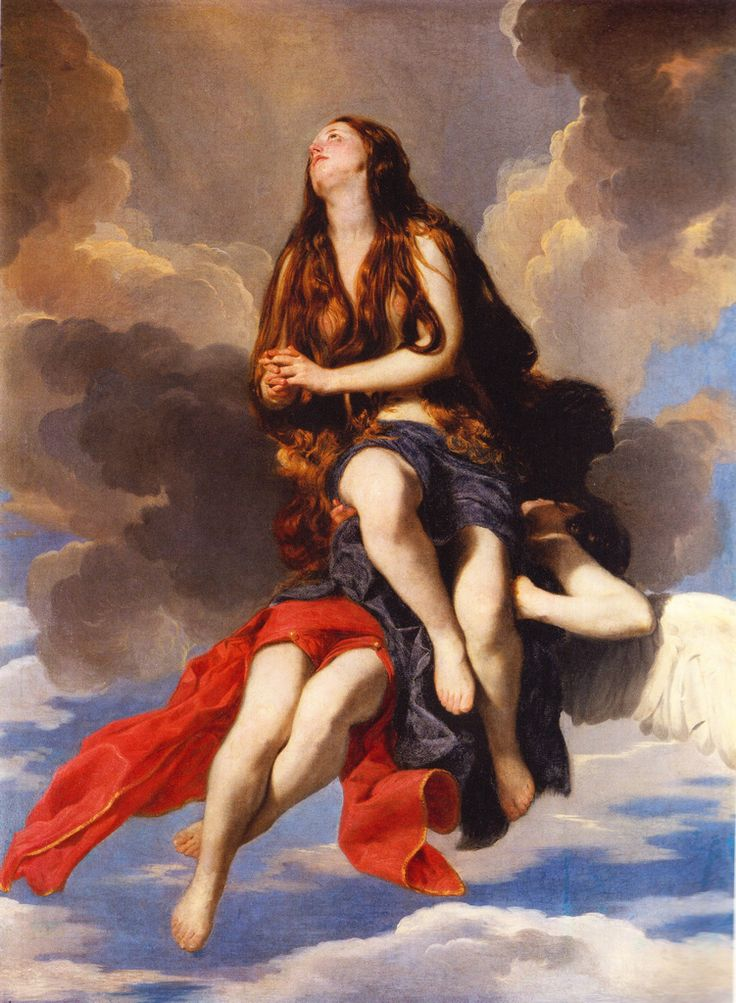
Guido Cagnacci: Himmelfahrt der heiligen Maria Magdalena

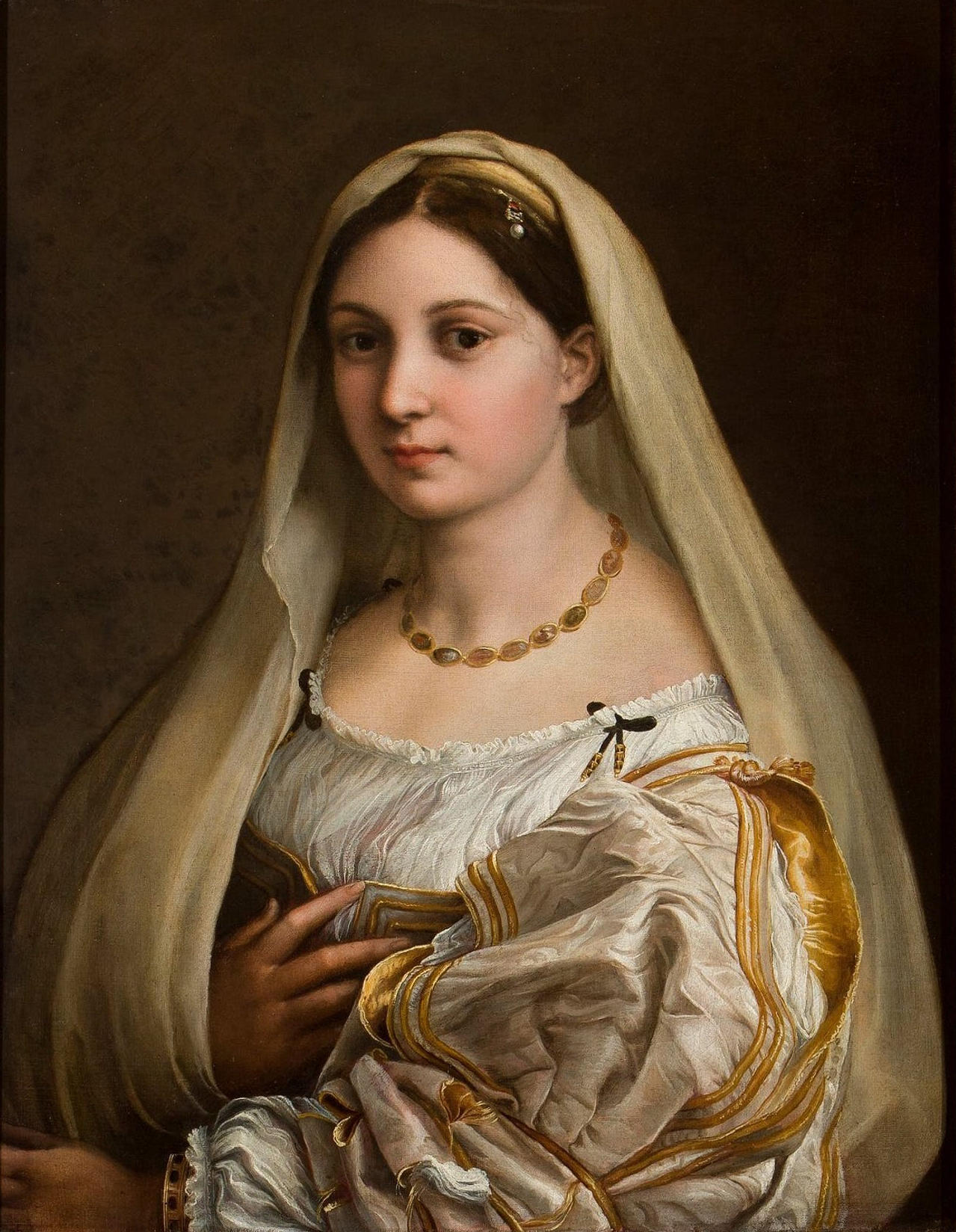
Raffael: La Velata

Die Galleria Palatina ist ein Trakt im Palazzo Pitti in Florenz, in dem hauptsächlich Gemälde der Renaissance ausgestellt sind. Die 25 Säle sind die früheren Wohnräume der Herrscher aus dem Haus Lothringen und wurden von diesen 1828 wochentags für Besucher geöffnet. 1919 übergab der italienische König Viktor Emanuel III. den Palast und den dahinter liegenden barocken Boboli-Garten dem italienischen Staat, der daraus ein Museum machte.

## Beschreibung
Die Etage betritt man über die Prunktreppe von Bartolomeo Ammanati. Die Räume sind teilweise mit Fresken und Stuck von Pietro da Cortona geschmückt. Erwähnenswert ist hier der Ofensaal „Sala della Stufa“ mit dem Fresko der Quattro età dell’uomo („Vier Lebensalter der Menschen“). Weitere bekannte Räume sind die Planetensääle mit Bildern der Familie Medici und antiken Gottheiten, der neoklassizistisch eingerichtete Musiksaal und der Saal der Putten mit flämischer Malerei. Die etwa 500 Gemälde sind bis unter die Verzierungen in Petersburger Hängung ausgestellt.

## Künstler (Auswahl)
- Michelangelo Merisi da Caravaggio mit l’Amore dormiente („Die schlafende Liebe“)
- Bartolomé Esteban Murillo mit Madonna col Bambino („Madonna mit dem Kinde“)
- Raffael mit Madonna del Granduca („Madonna des Großherzogs“), „Madonna della Seggiola“ („Madonna und der Stuhl“) und „Maddalena Doni“ (Porträt)
- Peter Paul Rubens mit I quattro filosofi („Die vier Philosophen“) und „L’allegoria della guerra“ („Allegorie des Krieges“)
- Tizian mit Ritratto di gentiluomo („Porträt eines Edelmannes“) und „Maddalena“ („Magdalena“)
- Anthonis van Dyck mit Cardinal Bentivoglio (Porträt)
- Antonio Canova mit der Venus Italica (Skulptur)